# 有益費
有益費（ゆうえきひ）とは、民法上の費用の概念の一つで、目的物の価値の増加のために支出された費用をいう。

## 有益費の扱い
占有者による有益費の償還請求
占有者が占有物の改良のために支出した金額その他の有益費については、その価格の増加が現存する場合に限り、回復者の選択に従い、その支出した金額又は増価額を償還させることができる。ただし、悪意の占有者に対しては、裁判所は、回復者の請求により、その償還について相当の期限を許与することができる（民法196条2項）。
留置権者による有益費の償還請求
留置権者は、留置物について有益費を支出したときは、これによる価格の増加が現存する場合に限り、所有者の選択に従い、その支出した金額又は増価額を償還させることができる。ただし、裁判所は、所有者の請求により、その償還について相当の期限を許与することができる（民法299条2項）。
賃借人による有益費の償還請求
賃借人が賃借物について有益費を支出したときは、賃貸人は、賃貸借の終了の時に、第196条第2項の規定に従い、その償還をしなければならない。ただし、裁判所は、賃貸人の請求により、その償還について相当の期限を許与することができる（民法608条2項）。